# فيليب غلانفيل
فيليب غلانفيل (بالإنجليزية: Philip Glanville)‏ هو سياسي من حزب العمال البريطاني يشغل حاليًا منصب رئيس البلدية المنتخب مباشرة لحي هكني في لندن.
غلانفيل مثلي الجنس علنا وأصبح شريكًا مدنيًا مع زوجه جيل مكغاري الثالث وهو مواطن أمريكي من ولاية تكساس في فبراير 2011. وأصبحا واحدا من أوائل الأزواج المثليين الذين حولوا شراكتهم المدنية في المملكة المتحدة إلى زواج مثلي في حفل منتصف الليل في 10 ديسمبر 2014 بعد دخول قانون زواج المثليين في المملكة المتحدة حيز التنفيذ.
تم انتخاب فيليب غلانفيل كرئيس بلدية هاكني في سبتمبر 2016، ليصبح ثاني رئيس بلدية يُنْتَخب مباشرة في المنطقة بعد استقالة جول بايب. لقد دعم العديد من حركات المجتمع المحلي والنقابات العمالية، وانضم إلى الأساتذة المحاضرين في جامعة لوفبرا في خط الاعتصام للاحتجاج على التغييرات في نظام المعاشات التقاعدية بالجامعة.
كان غلانفيل سابقًا مستشارًا في هوكستون لمدة عشر سنوات، وقضى ثلاث سنوات كعضو مجلس الوزراء للإسكان قبل أن يصبح نائبًا لرئيس البلدية لفترة وجيزة في عام 2016. أقر غلانفيل بضرورة بناء المزيد من المساكن لمعالجة أزمة الإسكان المتزايدة في لندن.
ضغط غلانفيل لإدخال «حظر التجول» في أماكن الحياة الليلية الجديدة، لإدارة تأثير الافتتاح في وقت متأخر من الليل على المجتمعات المحلية. تم إطلاق هذه المبادرة في محاولة «لتشجيع الحانات والنوادي الجديدة على التفكير في الجيران الذين يعملون بجد ويحاولون الحصول على ليلة نوم جيدة»، مع تشجيع تطوير الأعمال التجارية الجديدة في هاكني.